# Route des Lacs-à-Passy
La route des Lacs-à-Passy est une voie située dans le 16e arrondissement de Paris, en France.

## Situation et accès
Elle se trouve à la lisière orientale du bois de Boulogne.

## Origine du nom
La voie est ainsi nommée car elle relie les lacs du bois de Boulogne au quartier de Passy.

## Bâtiments et aménagements remarquables à proximité
- Square de Passy
- Piscine d'Auteuil[1]
- Pelouses de l'hippodrome d'Auteuil[2]

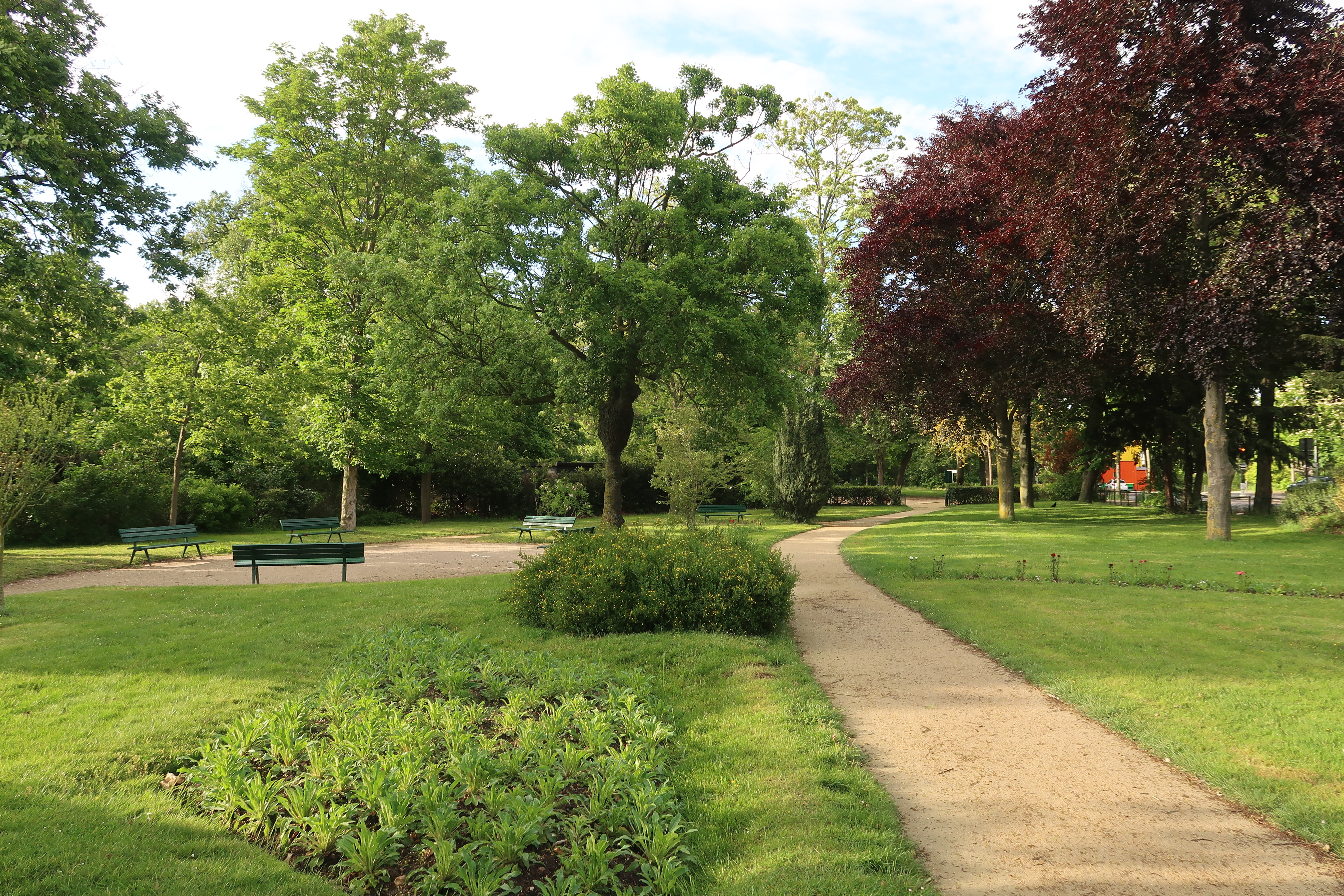
Square de Passy.
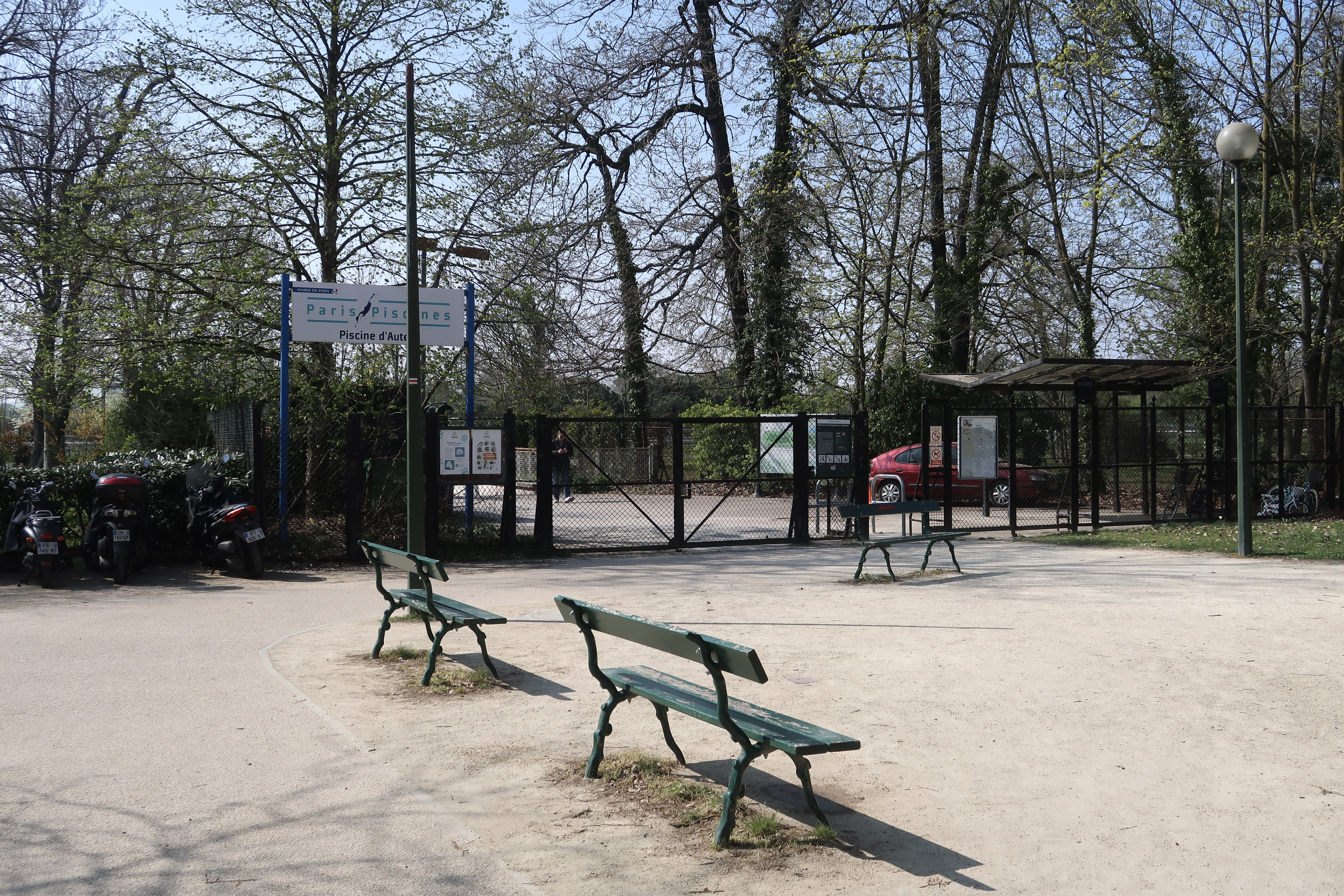
Entrée de la piscine d'Auteuil.